# Ершов, Пётр Михайлович
Пётр Михайлович Ершов (1910 - 1994) — русский актёр, режиссёр, теоретик театра, исследователь психологии человеческого поведения. Кандидат искусствоведения (1947).

## Биография
Родился 17 марта 1910 года в семье чиновника М. Д. Ершова, ставшего последним Воронежским губернатором, и педагога-просветителя А. А. Ершовой-Штевен, которая была в переписке и с С.А. Рачинским и Л.Н. Толстым, финансировала открытые ею сельские школы .
В 1935 году окончил Театрально-литературную мастерскую под руководством А. Д. Дикого. Играл в Душанбинском театре имени Владимира Маяковского. С 1936 по 1944 г. — актёр Театра-студии А. Д. Дикого, БДТ им. М.Горького, Фронтового театра.
С 1944 года на научно-исследовательской, режиссёрской и педагогической работе.
В 1938 году родилась дочь Александра Петровна Ершова, которая, впоследствии продолжила дело отца.
В 1947 года П. М. Ершов защитил в ГИТИСе кандидатскую диссертацию по теме: «Проблема материала в актёрском искусстве».
С начала 60-х годов Ершов совместно с физиологом, академиком П. В. Симоновым приступил к изучению связи поведения с мотивами и потребностями человека (выпущены книги: «Темперамент. Характер. Личность.», 1984, в соавт. с П. В. Симоновым; «Потребности человека», 1990, «Искусство толкования: режиссура как художественная критика» (1973)
Внёс значительный вклад в разработку идей Станиславского, связанных с «Методом простых физических действий». Автор целостного учения о театральном искусстве. Автор книг «Технология актёрского искусства», «Режиссура как практическая психология» и «Режиссура как искусство толкования».
В соавторстве с П.В. Симонов была разработана "Потребностно-информационная теория человека".
Кинорежиссёр Андрей Кончаловский применяет открытия Петра Ершова в своей деятельности в кино. На своих мастер-классах рекомендует книги Ершова, характеризуя их как о режиссуре — лучшие  в мире .
Ряд идей разработанной П.М. Ершовым "театральной теории действий" начиная с 70-х годов прошлого века были успешно интегрированы в педагогическую деятельность — "режиссура урока", "чтение учителем своего поведения", планирование и реализация "событийного ряда" урока —  А.П. Ершовой, В.М. Букатовым, Л.К. Филякиной, Е.Е. Шулешко.
С 16 июля 2001 г. в Москве создан и работает до настоящего времени Институт театрального искусства им. П.М. Ершова.
Похоронен на Миусском кладбище.